# Disturbios en Tiflis de 2024
Los disturbios en Tiflis de 2024 fueron una serie de desórdenes públicos y combates callejeros entre manifestantes proeuropeos y las fuerzas antidisturbios en la capital de Georgia, los disturbios estallaron luego de que el primer ministro Irakli Kobajidze anunciara la suspensión de las negociaciones con la Unión Europea para la adhesión de Georgia hasta 2028.

## Origen
28 de noviembre, la nueva convocatoria del Parlamento oficializó el gobierno de Irakli Kobajidze, quien realizó varios cambios en su composición. El programa oficial se titulaba Hacia una Europa de paz, dignidad y prosperidad, y el partido gobernante lo adoptó como lema durante la campaña preelectoral, haciendo hincapié en que el país debe «unirse a la Unión Europea sólo respetando las reglas georgianas, evitando involucrarse en la guerra ruso-ucraniana y preservando los valores tradicionales». Ese mismo día, el Parlamento Europeo aprobó una resolución que exige la celebración de nuevas elecciones en Georgia «bajo vigilancia internacional». También ha pedido a la Comisión Europea que imponga sanciones a los dirigentes del gobierno georgiano.
En horas de la tarde, el primer ministro Irakli Kobajidze celebró una conferencia de prensa donde anunció la suspensión unilateral de las negociaciones para la adhesión a la UE, así como el rechazo de cualquier subvención presupuestaria y préstamo de la UE hasta finales de 2028. Kobajidze dijo que la adhesión a la UE y las subvenciones han sido utilizadas como un «instrumento descarado de chantaje» por organismos de la UE como el Parlamento Europeo, citando las resoluciones adoptadas por el Parlamento Europeo en los últimos años con respecto a Georgia. Condenó «la interferencia de algunos políticos y burócratas europeos en las elecciones parlamentarias», así como sus supuestos «intentos de incitar a la revolución en Georgia». Kobajidze dijo que Georgia continuará implementando el Acuerdo de Asociación entre Georgia y la Unión Europea y retomará el tema de la apertura de las negociaciones de adhesión con la Unión Europea en 2028, después de fortalecer su economía. Horas más tarde, el presidente ruso, Vladímir Putin, elogió la medida y dijo que «admiraba el coraje y el carácter de la administración, que demostraron al defender su punto de vista».

## Cronología

### 28 de noviembre
La decisión del gobierno georgiano fue considerada ampliamente inconstitucional y doscientos empleados del Banco Nacional de Georgia renunciaron a sus puestos de trabajo como forma de protesta, afirmando que la suspensión era incompatible con el artículo 78 de la Constitución. Durante la noche, miles de manifestantes tomaron las calles de la capital para mostrar su rotundo rechazo a la medida del gobierno georgiano, los manifestantes bloquearon las principales arterias de la ciudad antes de marchar hacia el parlamento. Las protestas se tornaron violentas cuando la policía evito que manifestantes encapuchados irrumpieran en el edificio del parlamento utilizando gas pimienta, gas lacrimógeno y cañones de agua para dispersar a los manifestantes. Algunos manifestantes respondieron lanzando petardos a la policía mientras les gritaban «rusos» y «esclavos». Salomé Zurabishvili se unió a las manifestaciones y acusó al gobierno de «declarar la guerra a su propio pueblo», la presidenta encaro a las fuerzas antidisturbios cuestionándoles «si servían a Georgia o a Rusia». El Ministerio del Interior informó que 43 manifestantes habían sido detenidos y 3 policías fueron heridos como resultado de los altercados.
También se informó de disturbios en otras ciudades como Kutaisi donde manifestantes bloquearon la calle frente a las oficinas de Sueño Georgiano, mientras que en Batumi se hubo concentraciones en la plaza central.

### 29 de noviembre

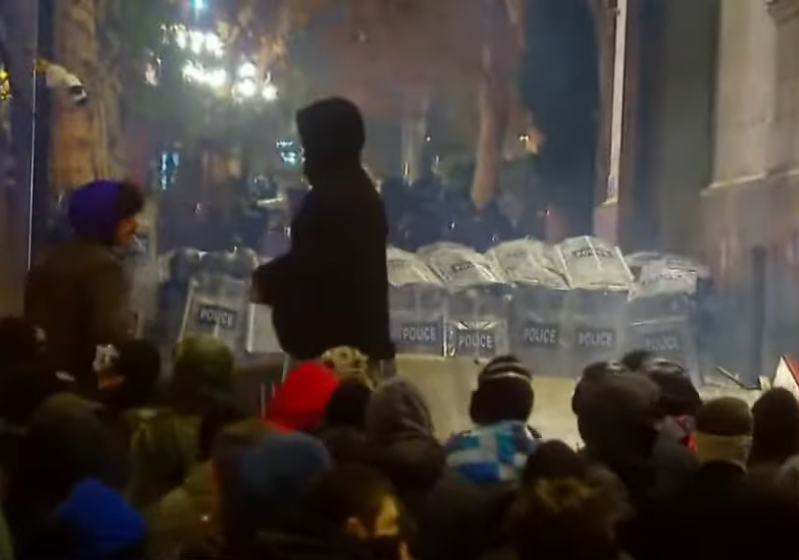
Fuerzas antidisturbios chocan con manifestantes proeuropeos.

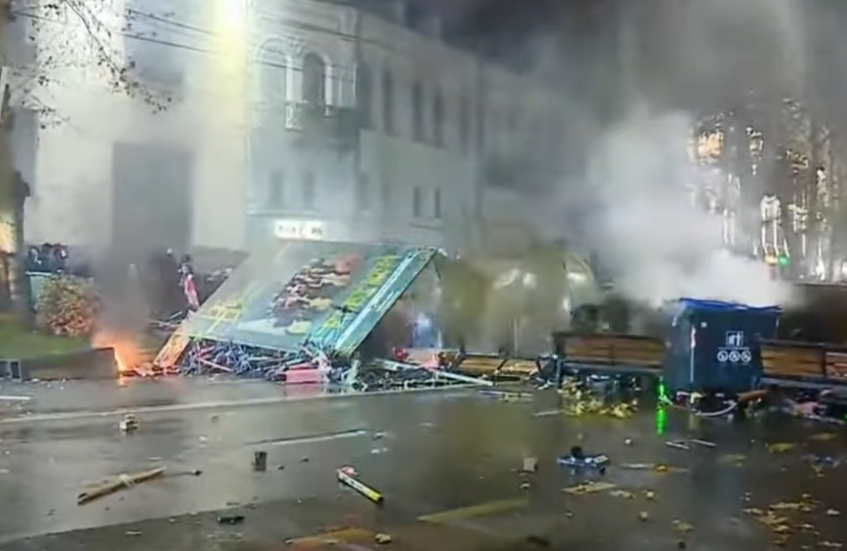
Barricada en Tiflis.

Durante la madrugada, miles de manifestantes se agolparon frente al edificio del parlamento, los manifestantes proeuropeos cargaban banderas nacionales y de la Unión Europea. El gobierno de Kobajidze respondió a la protesta enviando a las fuerzas antidisturbios que dispararon agua y gas lacrimógeno a los protestantes, estos últimos en respuesta, levantaron barricadas en la carretera para contener a las fuerzas de seguridad y atacaron con piedras y fuegos artificiales, estos enfrentamientos se cobraron 43 manifestantes detenidos y 32 policías heridos. Las protestas se extendieron a otras ciudades como Poti, Zugdidi.
Según el Ministerio del Interior, los manifestantes «dañaron infraestructuras, prendieron fuego a objetos desconocidos en la zona, levantaron barricadas, dispararon botellas de vidrio, piedras, objetos de hierro y pirotecnia en dirección a la Policía».
Las protestas estuvieron marcadas por la violencia contra manifestantes, periodistas y policías. La periodista de RFE/RL, Tamuna Chkareuli, informó que «nunca antes había experimentado este nivel de agresión por parte de la policía». Amnistía Internacional ha afirmado que «este patrón recurrente de violencia y violaciones de los derechos humanos, bien documentado desde las protestas del año pasado, revela la estrategia del gobierno georgiano de desplegar toda la maquinaria del Estado para castigar y reprimir la disidencia». Mientras tanto, Kobajidze, ha dicho que los manifestantes, no la policía, son responsables de la «violencia sistémica». Ha calificado las protestas de «manifestaciones violentas» y ha denunciado la participación de «entidades extranjeras», incluso diciendo que las protestas están financiadas desde el extranjero.
A finales de diciembre, un desertor de alto rango del Ministerio del Interior, afirmó que las autoridades pagaron a provocadores para que lanzaran objetos a la policía antidisturbios, con el objetivo de demonizar las protestas y justificar la respuesta policial.

### 1 de diciembre

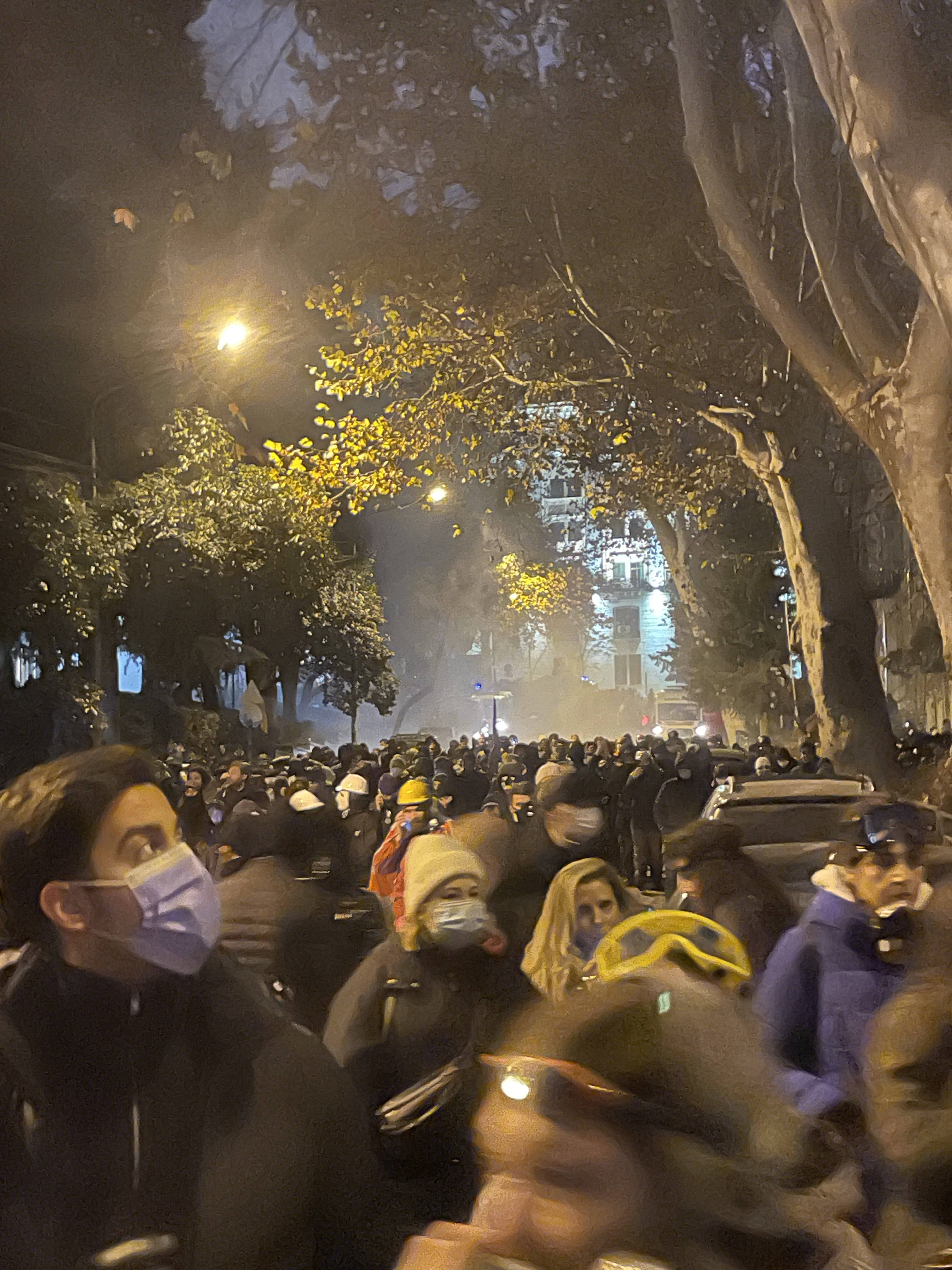
Gases lacrimógenos durante una protesta nocturna el 2 de diciembre.

El 1 de diciembre, unas 40 000 personas se congregaron en las calles de Tiflis, los manifestantes se concentraron frente al parlamento e escribieron en sus paredes insultos contra Sueño Georgiano y mensajes como «¡Revolución!», la manifestación culminó en enfrentamientos que resultaron en varias detenciones y en un incendió dentro del parlamento que logró ser apagado a tiempo, 44 personas fueron hospitalizadas a raíz de los enfrentamientos. Esa misma noche, según informaciones de la cadena televisiva opositora, Formula TV, el embajador de Georgia ante Estados Unidos, David Zalkaliani, y el viceministro de Relaciones Exteriores, Teimuraz Janjalia, habían renunciado a sus puestos de trabajo. Otra protesta tuvo lugar frente a la sede de la Radiodifusión Pública de Georgia (GPB), acusada de actuar como herramienta de propaganda del partido gobernante, la emisora accedió a las demandas de los manifestantes de conceder tiempo en antena a la presidente Zurabishvili, algo que anteriormente le había negado. El primer ministro Kobajidze descartó la celebración de nuevas elecciones parlamentarias y afirmó que «la formación del nuevo gobierno basado en las elecciones parlamentarias del 26 de octubre se ha completado», declaraciones que alimentaron el descontento popular. La presidente Zurabishvili dijo a AFP en una entrevista exclusiva que no dimitirá hasta que se vuelvan a celebrar las disputadas elecciones parlamentarias del mes pasado.

### 2 de diciembre
El 2 de diciembre, se popularizó un vídeo en redes sociales que mostraba a un manifestante «disparar una ametralladora improvisada de fuegos artificiales» contra la policía. El ministro del Interior informó que 224 manifestantes habían sido arrestados en los últimos días, con cargos que incluyen vandalismo menor y desobediencia a órdenes policiales legales, y que 113 agentes de policía habían resultado heridos desde el 28 de noviembre. Ese mismo día, fue detenido el líder de la oposición, Zurab Yaparidze, aunque fue puesto en libertad unas horas más tarde. Como diputado, tiene inmunidad frente a arresto y procesamiento. Su partido, la Coalición para el Cambio, afirmó que la policía lo estaba atacando. El primer ministro Kobajidze, amenazó con pedir al Tribunal Constitucional la ilegalización de los partidos opositores, acusándolos de actuar abiertamente contra el orden legal.

### 3 de diciembre
Para el 3 de diciembre, las manifestaciones ya se habían extendido a otras ciudades fuera de la capital como Batumi; los manifestantes de Tiflis se volvieron a reunir por sexta noche consecutiva en la avenida Rustaveli, frente al parlamento, las fuerzas de seguridad que custodiaban el edificio reprimieron a los manifestantes y estos dispararon cohetes y petardos. El ministerio del interior informó que 298 manifestantes habían sido detenidos en el marco de las protestas, 293 enfrentarán cargos administrativos mientras que otros 5 de los arrestados enfrentaran cargos penales, también se contabilizó a 143 policías heridos. La oficina del Defensor del Pueblo de Georgia, ha acusado a la policía de «actos de tortura» en contra de ciudadanos detenidos. El primer ministro confirmó los informes de que el embajador de Georgia ante Estados Unidos había renunciado, convirtiéndose en el último diplomático de alto rango en dimitir, explicó que estaba bajo una considerable presión. En un intento de calmar el descontento en las calles, Kobajidze «negó que su país haya renunciado a la UE».

### 4 de diciembre

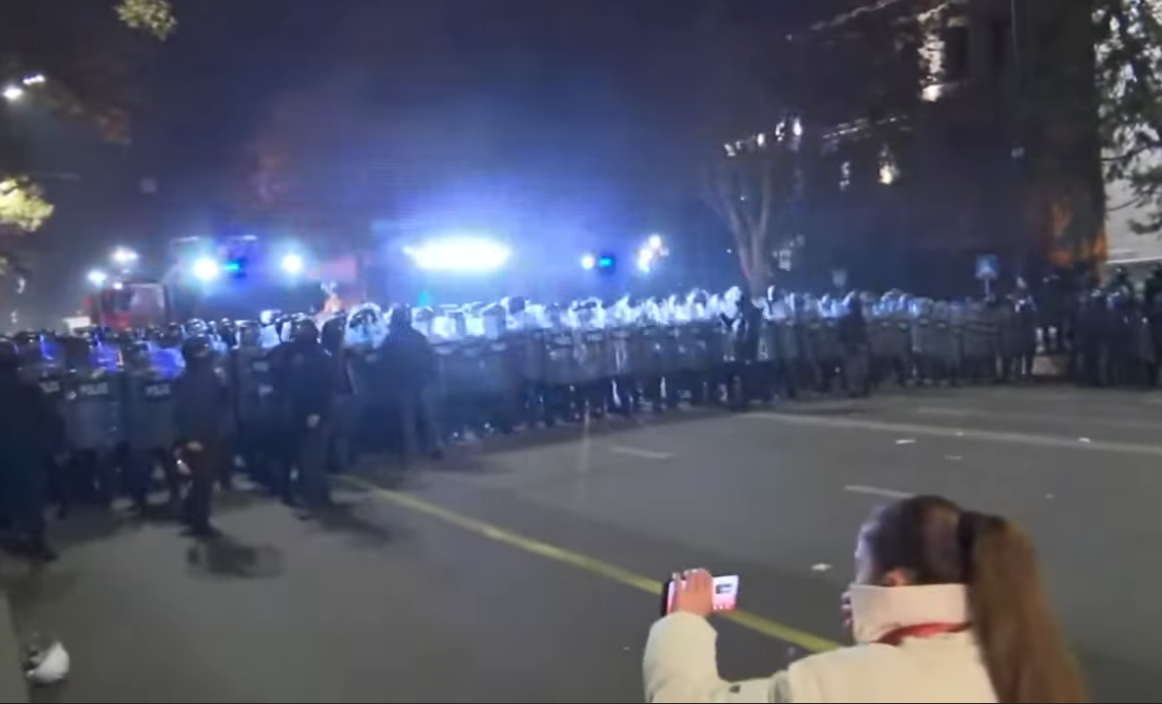
Fuerzas antidisturbios utilizan la formación Falange durante el 4 de diciembre.

El 4 de diciembre, el gobierno llamó a los partidos de la oposición a un debate público que sería transmitido en televisión, con el objetivo de calmar la tensión causada por las protestas. Durante la noche, manifestantes volvieron a atacar la sede parlamentaria lanzando bengalas, fuegos artificiales y piedras contra el edificio, intentaron derrumbar la puerta metálica que protegía la entrada al parlamento sin éxito, los manifestantes bloquearon las avenidas adyacentes al parlamento. Ese mismo día, fuerzas de seguridad allanaron las oficinas de Juventudes del MNU, así como a las sedes de las organizaciones Droa, Girchi, Coalición por el Cambio y casas de activistas, en las redadas fueron confiscados dispositivos móviles y portátiles sin una orden de allanamiento previa. En medio de los allanamientos, se detuvo al dirigente opositor Nika Gvaramia.
El CfC afirmó que «fue arrastrado hasta a un vehículo policial mientras estaba inconsciente y era golpeado». A su vez, el director del departamento de Investigaciones Criminales de la policía georgiana, Teymuraz Kupatadze, aseguró en una rueda de prensa que durante los registros «fueron requisados cócteles Molotov, máscaras anti-gas, artefactos pirotécnicos y ordenadores» que vinculan a los partidos opositores a las fuerzas más radicales de las protestas, Kupatadeze reveló que se habían detenidos a 13 organizadores de las protestas. La oposición calificó los allanamientos como una «escalada significativa de la represión y la intimidación del Estado» para frenar las protestas, en respuesta a estas medidas, la oposición rechazó el llamado del gobierno a un debate televisivo y sus principales líderes se reunieron de urgencia en el hotel Courtyard, lugar cercano a las protestas, para discutir nuevas estrategias y un plan de acción conjunto, uno de los líderes del MNU, Georgui Vashadze, declaró a la prensa que «la nueva misión es llevar al país a la insubordinación total y a la huelga». Para el 4 de diciembre, el gobierno georgiano situó en 150 los policías heridos durante la primera semana de disturbios en todo el país.

### 5 de diciembre

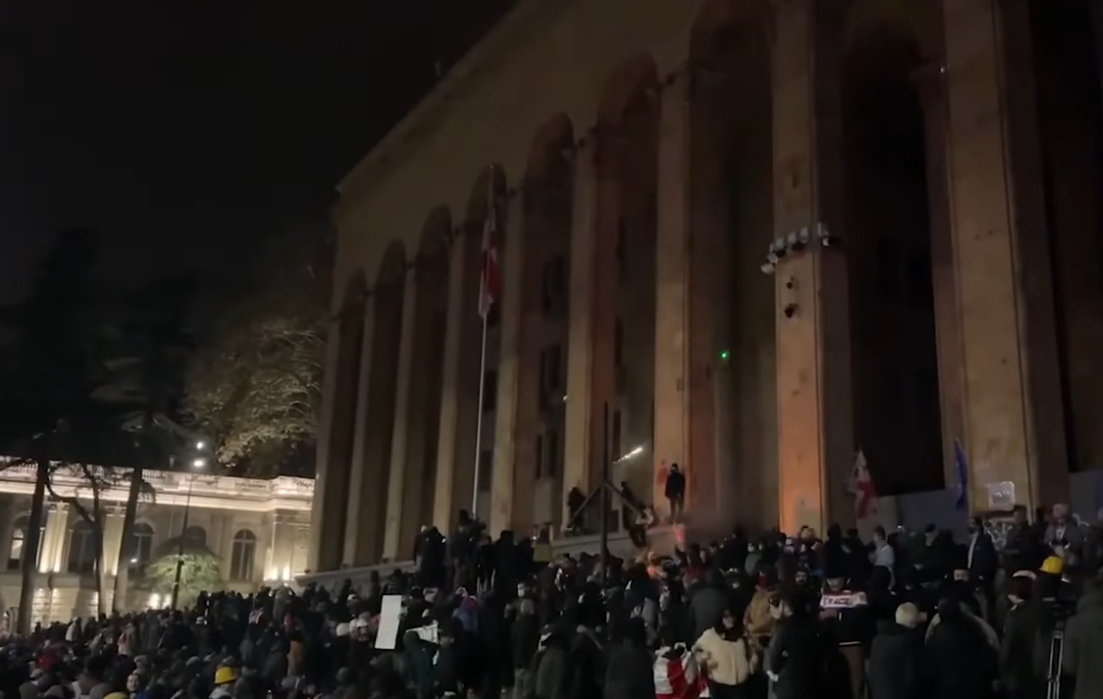
Manifestantes reunidos frente al parlamento.

El 5 de diciembre se cumplían 8 días de protestas consecutivas. Para esa fecha, las cifras de manifestantes arrestados ya ascendían a más de 400 y los heridos a más de 100, la oposición y los manifestantes han denunciado que la policía emplea cada vez tácticas más agresivas. Entre los heridos se encuentran varios periodistas que cubren las manifestaciones, quienes han denunciado ser víctimas de agresiones por parte de la policía, una de las periodistas atacadas, Guram Rogava, explicó que los ataques hacia periodistas «representan un intento de Sueño Georgiano de callar e intimidar a los medios de comunicación». La noche del 5 de diciembre, las autoridades georgianas informaron que el líder opositor, Alexandre Elisashvili, había sido detenido, estaba acusado de presuntos delitos de «persecución, uso e incitación a la violencia», convirtiéndose en el segundo líder opositor detenido en el marco de las protestas.

### 6 de diciembre

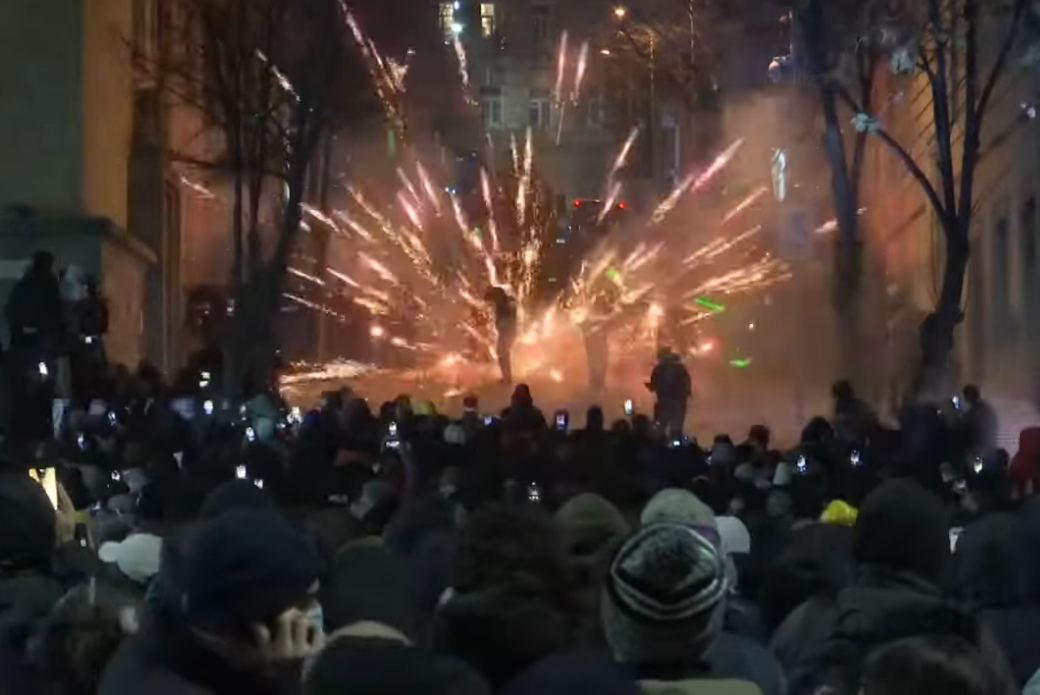
Manifestantes disparan fuegos artificiales a la policía.

El 6 de diciembre, los manifestantes opositores marcharon desde la universidad estatal de Tiflis hasta la sede parlamentaria, donde una vez más se concentraron a las afueras del parlamento y cortaron con barricadas una de las principales arterías de tráfico de la ciudad, la manifestación se desarrolló de forma pacífica hasta la intervención de la policía antidisturbios, la policía uso gas pimienta y agua contra los manifestantes, después de los enfrentamientos, grupos más pequeños bloquearon carreteras mientras eran perseguidos por la policía. En un post en X, la presidente, Salome Zurabichvili, condenó lo que calificó de «terror y represión brutal» y acusó a las fuerzas de seguridad de «graves violaciones de los derechos humanos». Las autoridades dijeron haber arrestado a 48 personas esa noche.

### 7 de diciembre
La manifestación iniciada el 6 de diciembre se extendió hasta el 7 de diciembre, las autoridades detuvieron a 50 manifestantes, 48 por «desacato y gamberrismo» y a dos por «organizar, dirigir y participar en acciones violentas», de estos dos últimos de ciudadanía extranjera, según informaciones de la policía. A las 22 horas de la noche, la periodista Maka Chikhladze y su compañero, ambos del canal independiente Pirveli TV, estaban reportando para su canal la manifestación nocturna, hasta que empezaron a grabar a un grupo de encapuchados vestidos de negro que estaban atacando a los manifestantes, tan pronto como los captaron con sus cámaras, estos hombres se volvieron contra ellos y atacaron a los dos, Chikhladze fue empujada violentamente contra el suelo y su compañero sufrió una lesión en el cráneo, Chikhladze acusó a Sueño Georgiano de usar a grupos violentos para atacar tanto a protestantes como a periodistas, el partido del primer ministro negó toda responsabilidad en el hecho.

### 8 de diciembre

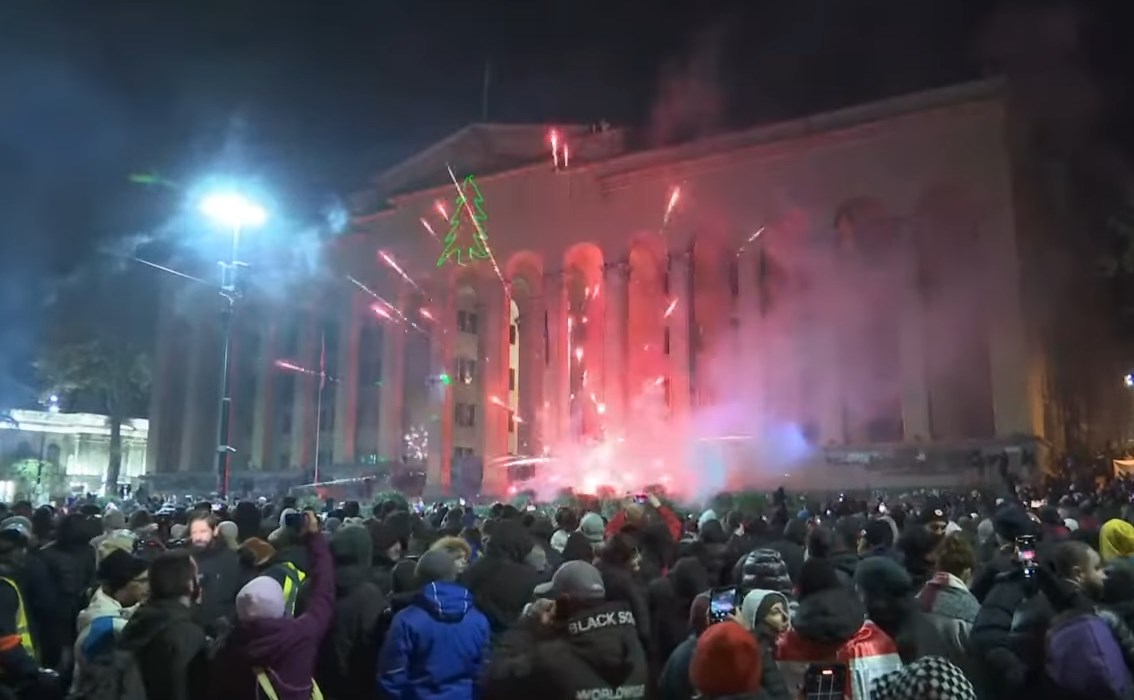
Manifestantes disparan fuegos artificiales contra el parlamento.

El 8 de diciembre, las denuncias procedentes de periodistas y manifestantes de ataques de ''tetushkis'',«grupos violentos de matones encapuchados» aumentaron, la oposición y los agredidos acusaron a Sueño Georgiano de estar detrás de estos grupos. En respuesta a las denuncias de agresiones hacia periodistas, el gobierno de Kobajidze anunció que se prohibiría el uso de máscaras u otras formas de cubrirse el rostro en las manifestaciones mediante una nueva ley, según el primer ministro, con la intención de «frenar la violencia», argumento que los rostros cubiertos son un grave riesgo a la seguridad, ya que los agentes no pueden identificar a quienes cometen actos violento.

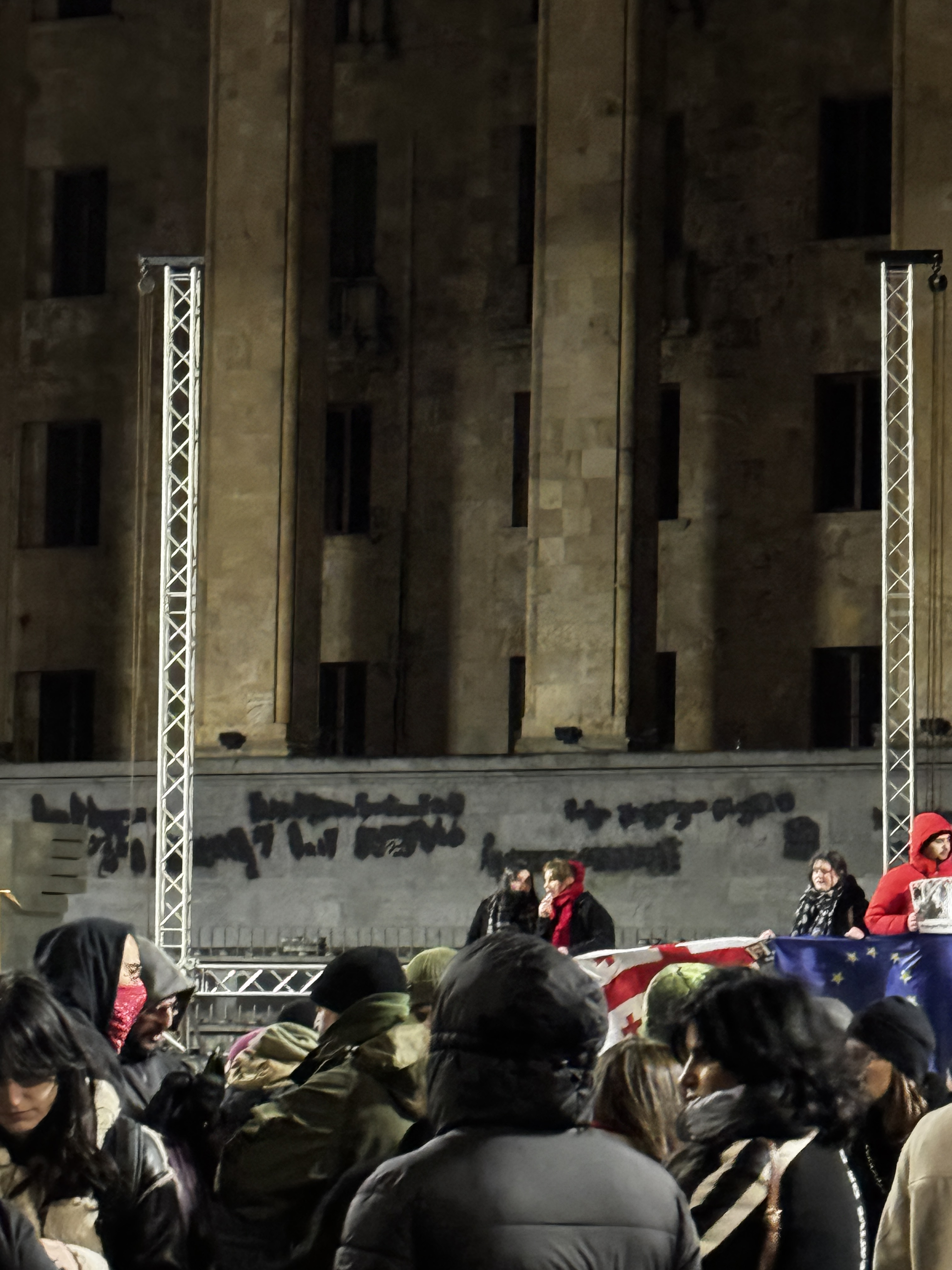
Grafitis con mensajes de protesta en las paredes del Parlamento.

En la protesta de esa noche, los manifestantes volvieron a intentar derribar las puertas metálicas que protegían la entrada al parlamento. Las autoridades de Tiflis comenzaron a instalar un árbol de Navidad gigante en un área cercana al parlamento, pero la instalación del árbol pronto se convirtió en una batalla simbólica para los manifestantes. Los manifestantes comenzaron a colgar fotografías en la estructura de metal del árbol de personas que aparentemente habían sido víctimas de golpizas por parte de la policía, con caras hinchadas y magulladas, junto con volantes que decían ''Árbol de Navidad ensangrentado''. Mientras miles de personas se congregaban el sábado frente al Parlamento, docenas de hombres enmascarados no identificados irrumpieron en las oficinas de la alianza opositora For Change y agredieron brutalmente al opositor Koba Khabazi. Los atacantes luego golpearon brutalmente a dos periodistas de Pirveli mientras los agentes de policía permanecían impasibles durante el incidente cerca del lugar de la protesta.
El viceministro del Interior, Aleksandre Darakhvelidze, informó que desde el 28 de noviembre el número de policías heridos se había elevado a 150.

## Fin de los disturbios
El gobierno georgiano decidió cambiar de estrategia para frenar la disidencia, luego que la violencia excesiva resultara ineficaz para aplastar el movimiento de protestas, las autoridades reemplazaron las porras y el gas lacrimógeno con multas excesivamente altas, impuestas a manifestantes con tecnicismos, incluido el bloqueo de carreteras. Las autoridades comenzaron a emplear el uso de tecnología de reconocimiento facial para identificar y castigar a los manifestantes. Fotos obtenidas por cámaras de reconocimiento facial a menudo sirven como la única evidencia, que, en la mayoría de casos, se considera prueba suficiente para un tribunal declare una persona como «delincuente». Según la organización Georgian Young Lawyers' Asociation (Gyla).